# Hotel de la prefectura de Puy-de-Dôme
El Hotel de Préfecture du Puy-de-Dôme es un edificio ubicado en el boulevard Desaix de Clermont-Ferrand, Francia  que alberga la prefectura del departamento de Puy-de-Dôme.

## Historia
Su construcción comenzó en mayo de 1914, tras ser planificado entre octubre y diciembre de 1913 por el arquitecto François Clermont.
Fue inaugurado por Alexandre Millerand el 7 de julio de 1923.
Está catalogada parcialmente como monumento histórico desde el 7 de octubre de 1991.